# Taurida fulvomaculata
Famille
Genre
Espèce
Taurida fulvomaculata est une espèce de l'embranchement des Acoela, la seule du genre et de la famille. Elle a été trouvée en Turquie, sur la côte de la mer de Marmara et de la mer Noire.

## Publications originales
- Ax, 1959 : « Zur Systematik, Ökologie und Tiergeographie der Turbellarienfauna in den ponto-kaspischen Brackwassergebieten ». Zoologische Jahrbücher: Abteilung für Systematik, Ökologie und Geographie der Tiere, vol. 87, pp. 43-187
- Kostenko, 1989 : « The position of Taurida fulvomaculata (Ax, 1959) in the system of Acoela » in « Morphology of turbellarians ». Trudy Zoologicheskogo Instituta Akademii Nauk SSSR, vol. 195, pp. 14-25